# Maculinea lutshniki
Maculinea lutshniki är en fjärilsart som beskrevs av Krulikovski 1927. Maculinea lutshniki ingår i släktet Maculinea och familjen juvelvingar. Inga underarter finns listade i Catalogue of Life.